# Fotosistema
Con il termine fotosistema si è soliti indicare un certo complesso molecolare incluso nella membrana dei tilacoidi (componenti delle cellule vegetali) e attivo nella fase luminosa della fotosintesi. Nei cloroplasti le molecole di clorofilla e gli altri pigmenti sono organizzati in due differenti tipologie di fotosistemi, chiamate I e II, e sono disposti uno accanto all'altro nella membrana dei tilacoidi. In ogni fotosistema c'è inoltre un particolare sistema antenna che cattura la luce e la convoglia in un centro di reazione, il quale centro contiene una molecola di clorofilla a. I fotosistemi sono costituiti da, differenti per numero, ammassi di molecole (200-300), che a loro volta contengono differenti pigmenti fotosintetici, cioè clorofille e carotenoidi (pigmenti verdi), che hanno il compito di assorbire l'energia luminosa: quando un certo tipo di pigmento viene colpito da un fotone e ne assorbe l'energia, uno dei suoi elettroni viene eccitato e salta su un livello elettronico a energia maggiore. Dopo un brevissimo lasso di tempo l'elettrone torna al livello di energia originario (nel frattempo si trovava allo stato "eccitato" e quindi in un superiore livello energetico) e, durante questo processo, l'energia in più che aveva acquistato viene liberata, e passa da una molecola di pigmento all'altra, finché arriva a una coppia di particolari molecole di clorofilla che funzionano da trappola per l'energia. Se prendiamo, per esempio in esame, il fotosistema numero II, notiamo che la sua molecola P680 si eccita, e che grazie all'energia che riceve perde alcuni elettroni, che vengono trasferiti alla catena di trasporto degli elettroni. Mentre nel fotosistema I la molecola che svolge la funzione analoga del II, prende il nome di molecola P700. L'energia così intrappolata provoca il trasferimento di un elettrone da una di queste molecole a una molecola che funge da accettore. Da un punto di vista biochimico, i fotosistemi sono delle ossidoreduttasi luce-dipendenti.
Nei batteri fotosintetici, si trova un solo tipo di fotosistema, mentre nei cianobatteri e in tutti i vegetali eucarioti fotosintetici se ne trovano due tipi che lavorano in serie e sono denominati I (primo) e II (secondo).

## Struttura generale di un fotosistema

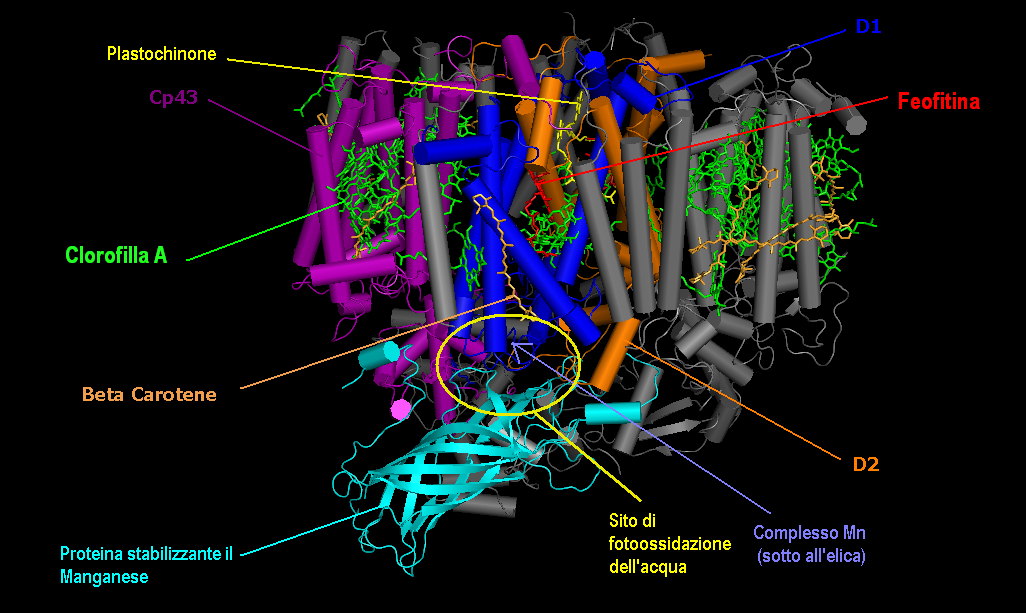
Forma monomerica del fototosistema II di un cianobatterio, PDB

Il cuore del fotosistema è costituito da un centro di reazione, responsabile delle reazioni attivate dalla luce (fotochimiche). Il centro di reazione ospita clorofille e carotenoidi. Una sola clorofilla a del centro di reazione è in grado di attuare le reazioni fotochimiche, che consistono nel privare di un elettrone una molecola donatrice grazie all'energia derivata dalla luce e trasferirlo ad una molecola accettrice. Tale processo prende il nome di separazione di carica. Oltre a tale molecola, quindi, il centro di reazione conterrà altri pigmenti capaci di trasferire alla clorofilla "attiva" l'energia necessaria alla fotochimica o capaci di dissipare l'energia in eccesso (carotenoidi), ma anche molecole/ioni che agiscono come trasportatori elettronici.
Il centro di reazione è circondato da complessi antenna intrinseci, che funzionano assorbendo i fotoni e trasferendo l'energia fino al centro di reazione. Le antenne intrinseche contengono esclusivamente clorofille a, oltre a carotenoidi, e sono deputate alla cattura della luce. Più esternamente si trovano le antenne periferiche, che oltre alla clorofilla a, possono contenere clorofille con funzione accessoria, in particolare la b nelle alghe verdi e nelle spermatofite. Contengono anche carotenoidi (xantofille), che permettono sia una migliore cattura della luce, sia la protezione contro l'eccesso di luce. Nelle alghe rosse e nei cianobatteri tra i pigmenti accessori vi sono anche le ficobiline.
Esistono due tipi di fotosistemi: le antenne infatti raccolgono e convogliano l'energia luminosa verso il fotosistema II (o fotosistema secondo). Quest'ultimo, a cui è anche legato un complesso proteico chiamato oxygen evolving complex, è in grado di scindere la molecola dell'acqua per ricavarne elettroni, protoni ed ossigeno. I primi entrano in una serie di reazioni a catena che li porta verso il fotosistema I (o fotosistema primo) con lo scopo di formare ATP e NADPH, molecole energetiche necessarie per la sopravvivenza dell'organismo (vedi anche fotosintesi).
La numerazione data ai fotosistemi (I e II) non deriva da una loro diversa importanza, né tanto meno dall'ordine secondo cui avvengono le reazioni all'interno degli organismi capaci di fare la fotosintesi ma ha solo una ragione storica: il fotosistema uno è stato il primo ad essere scoperto. Esso, infatti, è stato sviluppato da alcuni organismi fotosintetici incapaci di scindere la molecola dell'acqua (in quanto mancanti del fotosistema due) che attuavano una fotosintesi primitiva.